# Океан (поезд)
Океан — фирменный скорый поезд № 5/6 РЖД, курсирующий по маршруту Владивосток — Хабаровск.

## История
Впервые скорый поезд повышенной комфортности по маршруту Владивосток - Хабаровск запустили в 1982 году.  С 1993 года он получил категорию "фирменный" и название - "Океан". Оформление купе выполнено в синей цветовой гамме, напоминающей о том, что свой путь фирменный экспресс начинает от берегов Тихого океана. 
В 2009 году поезд претерпел существенные изменения. С января в поезде появились вагоны класса "Люкс". Со ввода летнего расписания поезд стал ходить на полтора часа быстрее, при этом было применено ведение поезда "в одно лицо" - машинист без помощника - сначала в рамках эксперимента, а потом и на постоянной основе. Это позволило поднять среднюю скорость до 77 км/ч.
В самом конце 2012 года поезд получил новую награду - "Паспорт доверия", за который они боролись с 2010 года - первым среди всех поездов ДВЖД, а бригаде, получившей эту награду под руководством Сергея Васильевича Саюка, продлили звание "Бригада образцового обслуживания". Позже в 2016 году «Паспорт Доверия» получила поездная бригада под руководством начальника поезда Караева Никиты Александровича.

## Общие сведения
Поезд обслуживает вагонное депо Владивосток (Пассажирское Вагонное Депо Владивосток).
По состоянию на 2019 год поезд является ежедневным и находится в пути порядка 10 часов. Большая часть пути приходится на ночное время.
Все вагоны оборудованы установками кондиционирования воздуха, системой пожарной сигнализации, электроотоплением, биотуалетами. В вагонах класса  "Люкс" есть телевизор, микроволновая печь, кофеварка, кофемолка, посуда из хрусталя.
В состав поезда включаются:
- вагон СВ бизнес-класса;
- вагон экономкласса повышенной комфортности;
- вагон класса «люкс» (временно не курсирует с 2020 года
- плацкартные вагоны